# Mogoplistidae
Famille
Les Mogoplistidae sont une famille d'insectes orthoptères ensifères.

## Distribution
Les genres Arachnocephalus, Cycloptiloides, Mogoplistes, Paramogoplistes, Pseudomogoplistes se rencontrent en Europe.

## Liste des sous-familles, tribus et genres
Selon Orthoptera Species File :
- Malgasiinae Gorochov 1984
  -     - Malgasia Uvarov, 1940
- Mogoplistinae Brunner von Wattenwyl 1873
  - Arachnocephalini Gorochov 1984
    - Arachnocephalus Costa, 1855
    - Discophallus Gorochov, 2009

  - Mogoplistini Brunner von Wattenwyl 1873
    - Biama Otte & Alexander, 1983
    - Collendina Otte & Alexander, 1983
    - Cycloptiloides Sjöstedt, 1909
    - Cycloptilum Scudder, 1869
    - Derectaotus Chopard, 1936
    - Ectatoderus Guérin-Méneville, 1847
    - Eucycloptilum Chopard, 1935
    - Gotvendia Bolívar, 1927
    - Hoplosphyrum Rehn & Hebard, 1912
    - Kalyra Otte & Alexander, 1983
    - Kiah Otte & Alexander, 1983
    - Marinna Otte & Alexander, 1983
    - Microgryllus Philippi, 1863
    - Micrornebius Chopard, 1969
    - Mogoplistes Serville, 1838
    - Musgravia Otte, 1994
    - Oligacanthopus Rehn & Hebard, 1912
    - Ornebius Guérin-Méneville, 1844
    - Pachyornebius Chopard, 1969
    - Paramogoplistes Gorochov, 1984
    - Pongah Otte & Alexander, 1983
    - Pseudomogoplistes Gorochov, 1984
    - Talia Otte & Alexander, 1983
    - Tubarama Yamasaki, 1985
    - Yarabina Otte, 1994

  - tribu indéterminée
    - Apterornebius Ingrisch, 2006
    - Terraplistes Ingrisch, 2006

## Référence
- Brunner von Wattenwyl, 1873 : Systeme des Gryllides. Mitteilungen der Schweizerischen Entomologischen Gesellschaft / Bulletin of the Société Entomologique Suisse, vol. 4, p. 163–170.